# Tiringe
Tiringe – gaun wikas samiti we wschodniej części Nepalu w strefie Meći w dystrykcie Taplejung. Według nepalskiego spisu powszechnego z 2001 roku liczył on 383 gospodarstw domowych i 2003 mieszkańców (1018 kobiet i 985 mężczyzn).